# The Day Before You Came
The Day Before You Came – singel zespołu ABBA umieszczony później w albumie The Singles: The First Ten Years, opowiadający o kobiecie, która opisuje swój dzień przed poznaniem miłości. Jest to ostatnia piosenka nagrana przez członków ABBY. Zaraz po "Eagle", jest drugim najdłuższym utworem zespołu (z różnicą jednej sekundy). Główny wokal przypadł Agnecie Fältskog. Do utworu nagrany został teledysk, który prezentowany był w wielu krajach m.in. w Niemczech, Stanach Zjednoczonych i Szwecji.  W reedycji płyty The Visitors na CD, piosenka została dodana jako bonus. Na stronie B singla znajduje się utwór "Cassandra", który ABBA promowała w niemieckim programie telewizyjnym "Show Express".

## Miejsca na listach przebojów
| Chart (1982)              | Position |
| ------------------------- | -------- |
| Fińska Lista Przebojów    | 2        |
| Belgijska Lista Przebojów | 3        |
| Szwedzka Lista Przebojów  | 3        |
| Polska Lista Przebojów    | 4        |
| UK Singles Chart          | 32       |
| Francuska Lista Przebojów | 38       |